# Незнакомцы в доме
Незнакомцы в доме (фр. Les Inconnus dans la maison) — французская криминальная драма 1942 года, поставленная режиссером Анри Декуэном — первая из трех экранизаций произведений Жоржа Сименона, выполненных режиссером до «Человека из Лондона» (фр. L'homme de Londres, 1942) и «Правды о Бебе Донж» (фр. La vérité sur Bébé Donge, 1951).

## Сюжет
В небольшом захолустном городе проживает спившийся после ухода супруги бывший респектабельный адвокат Эктор Лурса. В его доме случается убийство, полиция возбуждает дело. Выясняется, что дочь Лурсы Николь входит в молодёжную группу, от скуки регулярно преступающую закон. У Николь есть любовник — недавно вошедший в шайку Эмиль Маню. Эмиль угоняет автомобиль и допускает случайный наезд на Большого Луи (местного криминального авторитета). Большой Луи вымогает денежную компенсацию со всех членов шайки. Именно его труп найден в доме Лурсы. Полиция обвиняет в убийстве Эмиля. Лурса, поверивший в невиновность Эмиля, берётся за его защиту в суде, где произносит речь, обличающую общество в упадке и безразличном отношении к молодёжи. В итоге справедливость восторжествовала: был найден настоящий убийца, которым оказался Люска — тайный воздыхатель Николь из той же банды.

## В ролях
| Актёр           | Роль              |
| --------------- | ----------------- |
| Ремю            | Лурса             |
| Жюльетт Фабер   | Николь            |
| Жан Тиссье      | Дюкюп             |
| Жак Бомер       | Рожиссар          |
| Андре Рейбас    | Эмиль Маню        |
| Жак Гретийа     | председатель суда |
| Таня Федор      | мадам Доссен      |
| Марк Дольниц    | Эдмон Доссен      |
| Марсель Мулуджи | Эфраим Люска      |
| Габриэль Фонтан | Фин               |
| Элена Мансон    | мадам Маню        |
| Ноэль Роквер    | комиссар Бине     |
| Люсьен Коэдель  | Жо                |